# Pierre Schirrer
Pierre Schirrer, né le 26 septembre 1952 à Strasbourg, est un musicien de jazz.

## Biographie
Musicien de Jazz polyinstrumentiste (saxophoniste, clarinettiste et flûtiste) formé au CNR de Strasbourg, il s'affirme par suite lors de Master Class de grands solistes de jazz américains, dont Sal Nistico et Eddie "Lockjaw" Davis à la Swiss Jazz School.
Sa rencontre avec Claude Bolling en 1981 est pour lui déterminante : il devient premier ténor solo de son Big Band, une longue histoire musicale s'y écrit lors de voyages dans le monde entier.
Il a tout le long de sa carrière l’occasion de se produire avec de nombreux artistes, dont de grandes figures du jazz : Stéphane Grappelli, Dizzy Gillespie, Didier Lockwood, Buck Clayton, Al Grey, John Hendrix (en) and Co,  Roy Hargrove, Michel Legrand...
Il mène parallèlement une carrière de chef d’orchestre avec ses deux formations, le «Pierre Schirrer Quartet» bebop moderne et cool jazz et le « Louisiana Jazz Band » en hommage à ses deux modèles Sidney Bechet et Louis Armstrong.

### Discographie non exhaustive
- 1982 : Live at the Meridien - Paris (chez Moustache) N°MK39 245 chez CBS (vinyle sorti en CD en 1984).
- 1985 : Bolling Plays Ellington - Vol.1 et Vol 2 / Band Music au Méridien Etoile chez CBS (vinyle sorti en CD en 1987) - N°MK 42 476
- 1989 : Black Brown and Beige chez Ades n° 14-168-2.
- 1991 : Warm up the Band N° 4686 99 - 2 chez Columbia (enregistré en juin 1990).
- 1994 : Jean-Loup Longnon et son Big Band : Cyclades chez JMS  N° 18 637 -2.
- 1994 : Claude Bolling : The Victory Concert
- 1995 : Daniel Lévi Entre Parenthèses Chez BMG  N° AB 0358 2.
- 1996 : Claude Bolling Big Band et Stéphane Grapelli First Class chez Milan N° 352.
- 1996 : Claude Bolling Big Band : A Drum is a Women de Duke Ellington. Chez Milan N° 198 352.
- 1996 : Claude Bolling Big Band : Cinémas Dreams Chez Milan N°35 501-2.
- 1999 : Claude Bolling Big Band : Paris Swing.
- Claude Bolling : Musiques Françaises.
- 1999 : Claude Bolling Big Band : A Tone Parallel to Harlem de Duke Ellington. Chez Milan N°69 986 -k.
- 2005 : Samy Goz : French love songs.
- 2009 : Enzo Enzo : Clap ! Chez Naïve.
- 2012 : Claude Bolling & Friends quintette

### TV & Ciné
- Générique et diverses musiques du feuilleton Julie Lescaut
- Musiques du feuilleton Joséphine, ange gardien
- Netchaïev est de retour : musique de Claude Bolling, avec l'Orchestre de Paris.
- Comédie musicale Un violon sur le toit
- "Maazeltov" avec la Broadway Musical Company en tournée au Japon.
- Musique du film d'Isabelle Mergault avec Michel Blanc sorti le 11 janvier 2006, Je vous trouve très beau, césar du meilleur premier film.